# Palmital (Paraná)
Palmital is een gemeente in de Braziliaanse deelstaat Paraná. De gemeente telt 15.548 inwoners (schatting 2009).